# Bruno Deniel-Laurent
Œuvres principales
- L'Anjou en toutes lettres (2011)
- On achève bien les livres (2012)
- Éloge des phénomènes (2014)
- L'Idiot du palais (2014)
- Le Goût de l'Anjou (2016)
- Fils du Champa (2017)
- Cham (2021)
- Trois femmes venues de l'est (2023)
- Yulia ou l'espace des possibles (2024)

Bruno Deniel-Laurent, né le 4 juillet 1972 à Château-Gontier, est un réalisateur et écrivain français.

## Écriture
Il a dirigé plusieurs revues culturelles et littéraires, notamment la revue Cancer! qu'il a cofondée en 2000, TsimTsoûm (2005), et la revue Impur fondée en 2007.
Il collabore à la Revue des deux Mondes, aux magazines Marianne, Technikart et Grand Seigneur, et à Southeast Asia Globe, magazine cambodgien anglophone. Il a aussi collaboré à L'Auvergnat de Paris où il a mené des entretiens sur le thème de la gastronomie, interrogeant notamment Jean-Christophe Hembert (interprète du personnage du chevalier Karadoc friand de nourriture dans la série Kaamelott), Basile de Koch ou Alain Maillard de La Morandais.
En 2003, il a codirigé un ouvrage collectif, Gueules d'amour, publié aux Éditions Mille et une nuits (Fayard), livre dans lequel il a rédigé un hommage à la philosophe Simone Weil (1909-1943).
En 2011, il a coécrit avec Raphaël Bodin L'Anjou en toutes lettres, un essai littéraire sur l'Anjou présenté sous forme d'abécédaire amoureux.
Il a publié le 20 mars 2014 un essai polémique sur la trisomie 21, Éloge des phénomènes, chez Max Milo Éditions. Ce livre se veut un plaidoyer en faveur des enfants trisomiques et une critique de l’« eugénisme d’État » dont ils seraient, selon l’auteur, les victimes. Inscrivant son essai dans les courants écologistes et critiques (inspirés par les œeuvres de Günther Anders, Ivan Illich ou Jacques Ellul), Bruno Deniel-Laurent y dénonce les théories du transhumanisme et de l'« homme augmenté » qu'il assimile au « technolibéralisme ».
Son premier roman, L'Idiot du palais, est sorti en septembre 2014 aux Éditions de la Table ronde dans la collection Vermillon.
Il a publié au Mercure de France, le 15 septembre 2016, Le Goût de l'Anjou, une anthologie littéraire de l'Anjou qui s'insére dans la collection « Le Goût de... ». En décembre 2016, le président du jury des Gourmand World Cookbook Awards, Édouard Cointreau, annonce que Le Goût de l'Anjou est retenu dans la catégorie « Prix spécial du Jury ». La cérémonie des Gourmand World Cookbook Awards s'est tenu à Yantai – province du Shandong, République populaire de Chine en mai 2017.
Bruno Deniel-Laurent a publié en juin 2019 une seconde anthologie dans la collection « Le Goût de... » du Mercure de France. Elle a pour thème « les cochons » et se décline en quatre parties (apologies / charcuteries / avanies / mythologies).
Il a publié en octobre 2017 un récit littéraire consacré aux Chams du Cambodge et du Viêtnam, Fils du Champa, aux éditions Magellan & Cie.
Il est aussi l'auteur aux éditions Hachette de neuf monographies historiques consacrées à des femmes ayant eu un rôle politique majeur en Europe ou en Asie (collection « Reines, maîtresses & favorites »). Il a notamment écrit les monographies d'Agnès Sorel, de Christine de Suède, de Théodora de Byzance ou de l'impératrice Cixi de Chine.

## Cinéma
Il a coréalisé, avec Guillaume Orignac, Cham, un film documentaire tourné au Cambodge à partir de 2008, ayant pour sujet le génocide de la minorité musulmane sous le régime des Khmers rouges. Ce film doit sortir en 2021[réf. nécessaire].
En 2012 il a réalisé On achève bien les livres, un essai cinématographique sur le pilon des livres. Ce film montre « l'envers d’une "économie de croissance" fondée sur un gaspillage structurel et des politiques délibérées de surproduction. ».
Son film documentaire en langue bretonne Trois femmes venues de l'est (Teir flac'h deuet eus ar reter, en breton) est diffusé en mai 2023 ur France 3 Bretagne. et projeté en août 2023 dans le cadre de la sélection CinéFIL du Festival interceltique de Lorient.
Il assure depuis 2020 l'écriture et la réalisation d’un long métrage documentaire tourné dans neuf pays d’Europe, Yulia ou l’espace des possibles, centré sur le parcours singulier d’une jeune femme russe agoraphobe. La sortie de ce film est prévue pour le premier semestre 2024.

## Reportages

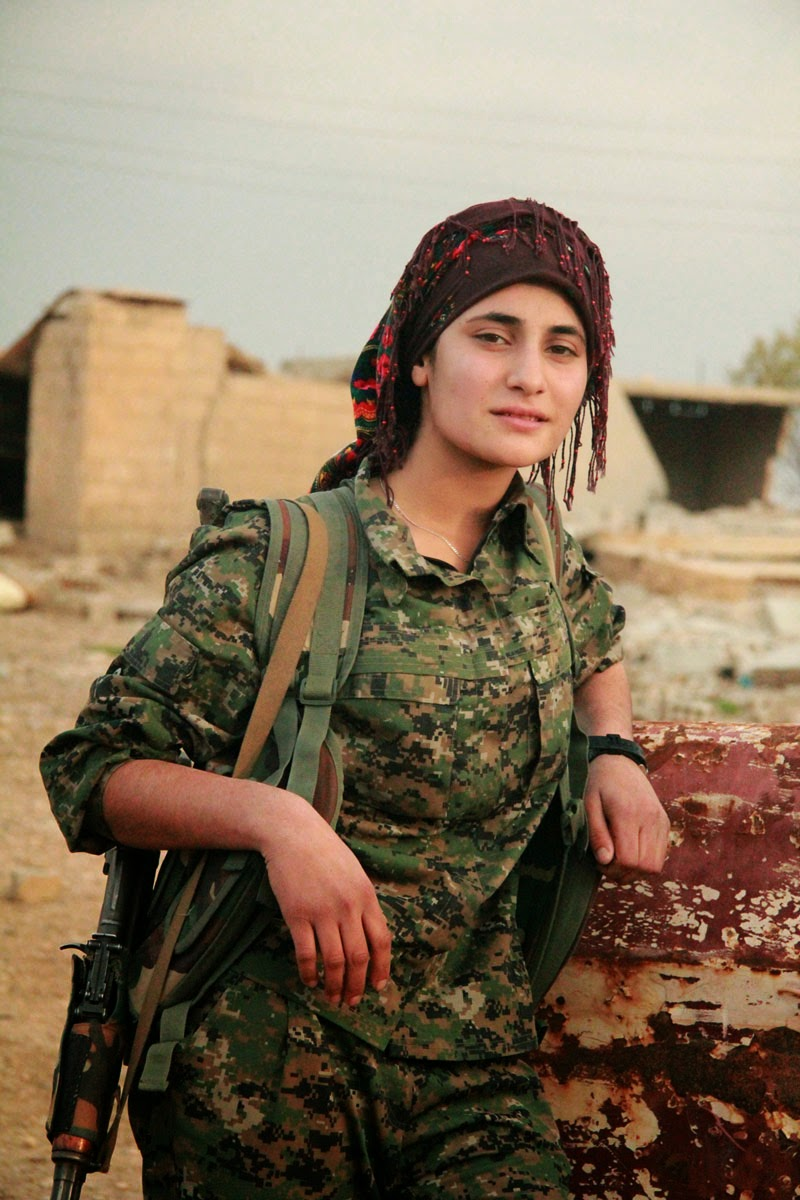
Combattante kurde des YPJ, branche féminine des Unités de protection du peuple, sur la ligne de front contre l’État islamique, Syrie, novembre 2014 (photographie de Bruno Deniel-Laurent)

En 2009 et 2010, Bruno Deniel-Laurent a assisté à Phnom Penh aux audiences du procès de l'ancien directeur khmer rouge de la prison de Tuol Sleng, Kang Kek Ieu, plus connu sous le pseudonyme de Douch. Son compte-rendu a été publié dans le numéro de juin 2010 de la Revue des deux Mondes.
En janvier 2015, après s'être rendu dans une zone autonome du nord de la Syrie, Bruno Deniel-Laurent publie dans Le Monde une tribune présentant la « révolution communaliste » du Rojava (Kurdistan syrien).
Les magazines Causeur et Technikart publient au début de l'année 2015 ses reportages réalisés en Syrie dans lesquels il décrit le combat des forces du Rojava (Unités de protection du peuple) contre l’État islamique. Il est aussi l'invité de l'émission 7 milliards de voisins sur Radio France internationale afin d'évoquer avec la chercheuse et poétesse kurdo-britannique Nazand Begikhani (en) la place des femmes dans la société kurde contemporaine.
En août 2016, il co-publie dans le magazine Marianne un reportage sur la libération du site historique de Palmyre et décrit le difficile travail des archéologues syriens de la Direction Générale des Antiquités et des Musées (en).

## Filmographie
- 2013 : On achève bien les livres
- 2021 : Cham
- 2023 : Trois femmes venues de l'est

## Œuvres

### Roman
- 2014 : L'Idiot du palais, La Table ronde, collection Vermillon.

### Essais
- 2011 : L'Anjou en toutes lettres, Siloë.
- 2014 : Éloge des phénomènes, Max Milo Éditions.

### Récit
- 2017 : Fils du Champa, Editions Magellan & Cie.

### Anthologie littéraire
- 2016 : Le Goût de l'Anjou, Mercure de France, collection « Le Goût de... ».
- 2019 : Le Goût des cochons, Mercure de France, collection « Le Goût de... ».

### Monographies historiques
- 2016 : Les reines franques, Hachette, collection « Reines, maîtresses & favorites ».
- 2016 : Jeanne de France, Hachette, collection « Reines, maîtresses & favorites ».
- 2016 : Isabelle la Catholique, Hachette, collection « Reines, maîtresses & favorites ».
- 2016 : Agnès Sorel, Hachette, collection « Reines, maîtresses & favorites ».
- 2017 : Elisabeth de France, Hachette, collection « Reines, maîtresses & favorites ».
- 2017 : Louise de Savoie, Hachette, collection « Reines, maîtresses & favorites ».
- 2017 : Christine de Suède, Hachette, collection « Reines, maîtresses & favorites ».
- 2017 : Théodora de Byzance, Hachette, collection « Reines, maîtresses & favorites ».
- 2018 : Cixi impératrice de Chine, Hachette, collection « Reines, maîtresses & favorites ».

### Ouvrages collectifs
- 2002 : Têtes de Turcs!, L'Age d'Homme.
- 2003 : L'Affaire Zannini, Le Rocher.
- 2004 : Gueules d'Amour, Fayard / Mille et une nuits
- 2004 : À quoi bon l'art ?, La Sœur de l'ange, A Contrario.
- 2011 : Si la vie est cadeau, Max Milo.